# Rocher de l'Arche
Le Rocher de l'Arche est un îlot du groupe occidental de l'archipel des Crozet.
Haut de 76 m, il est situé au nord de l'île des Pingouins.